# Ђоко Прелевић
Ђоко Прелевић (Купусци, код Подгорице, 1912 – планина Жијово, август 1943) био је учесник Народноослободилачке борбе и народни херој Југославије.

## Биографија
Родио се у засеоку Бољев До у близини села Купусци, код Подгорице 1912. године. Није имао услова да се школује те је завршио само основну школу. Рано се заинтересовао за револуционарни раднички покрет. Када му је било 20 година постао је члан СКОЈ-а, а две године касније и члан КПЈ. Учествовао је усвим значајнијим акцијама у подгоричком срезу. Веома се ангажовао у организовању ударних група на територији Доњих Куча, а када је 12. септембра 1941. године формиран партизански батаљон „Марко Миљанов” постављен је за комесара чете „Илија Божанић” коју је сам оформио.
Истакао се у борби која је вођена против италијана 18. октобра 1941. године на Јелином дубу. Када су се партизани повукли ка Босни остао је да руководи партијском организацијом у Кучима. Организовао је атентате на истакнуте четнике у Кучима. У другој половини јула 1943. године кренуо је на састанак са Иваном Милутиновићем који је након Сутејске дошао у Црну Гору да повеже партизанске јединице. Том приликом четници су му направили заседу, али је Ђоко успео да се пробије и повуче у планину Жијево. Након дан-два четници су их опколили и том приликом је погинуо Ђоко заједно са својим братом Иваном који је имао само 16 година.
Указом Президијума Народне скупштине ФНР Југославије, 20. децембра 1951. године, проглашен је за народног хероја.